# Municipio de Monroe (condado de Union)
El municipio de Monroe (en inglés: Monroe Township) es un municipio ubicado en el  condado de Union en el estado estadounidense de Carolina del Norte. En el año 2010 tenía una población de 52.310 habitantes.

## Geografía
El municipio de Monroe se encuentra ubicado en las coordenadas 34°59′19.54″N 80°32′18.24″O / 34.9887611, -80.5384000.